# Schloss Dutzenthal

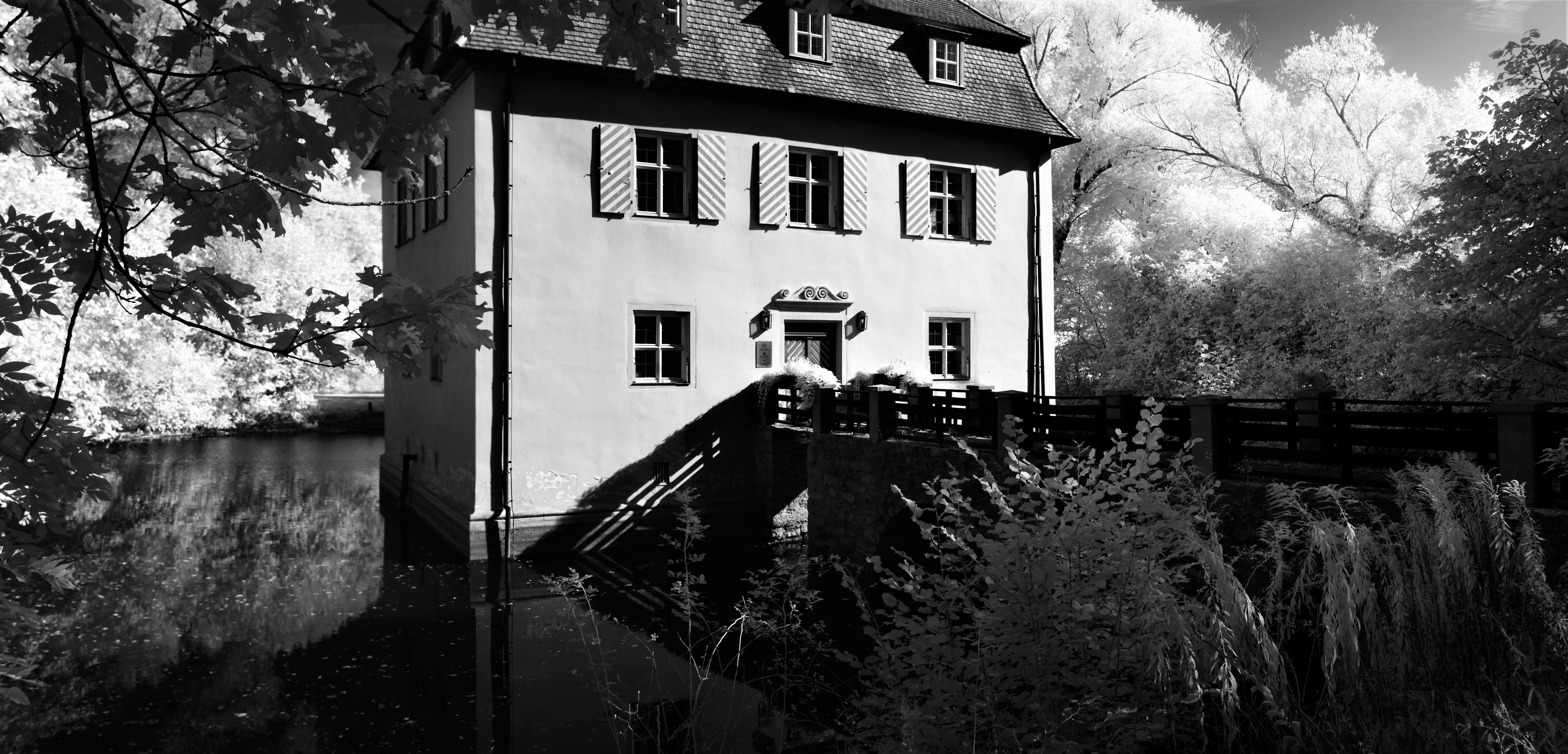
Wasserschloss Dutzenthal bei Sugenheim

Das Schloss Dutzenthal ist eine ehemalige Wasserburg in Dutzenthal in der Gemeinde Sugenheim, einem Markt im Landkreis Neustadt an der Aisch-Bad Windsheim in Mittelfranken in Bayern. Es ist als Baudenkmal in die Bayerische Denkmalliste eingetragen.

## Geschichte
Der Ort wurde 1326 als „behausung Totzzentale“ erstmals urkundlich erwähnt. Ritter Seibrecht Kropff verkaufte 1394 Dutzenthal an die Familie von Seckendorff. Zwischenzeitlich gehörte Dutzenthal den Brüdern Bernbeck. 1529 kaufte Hans von Seckendorff von diesen das Schloss mit zwei Höfen für 1750 Gulden zurück. Das heute noch bestehende Schloss wurde in den 1690er Jahren von Johann Neidhard von Seckendorff erbaut. Das Rittergut der Seckendorff kam 1796 unter die Verwaltung des Neustädter Kreises und wurde mit dem 1810 geschlossenen Pariser Vertrag vom Königreich Preußen an das Königreich Bayern verkauft.
Im Jahr 1963 ersteigerte der Frankfurter Bankier Karl-Oskar Koenigs (1924–1997) das bei einem Brand 1952 stark beschädigte Schloss mit Gutshof und ließ das gesamte Anwesen renovieren. Seit 1997 ist Schloss Dutzenthal Stiftungssitz und aktueller Eigentümer der von ihm gegründeten Karl-Oskar-Koenigs-Stiftung Nationalparke, die sich mit der Entwicklung neuer Ideen zu Natur- und Umweltschutz beschäftigt.

## Beschreibung
Das Baudenkmal (Aktennummer D-5-75-165-43) wird in der Bayerischen Denkmalliste folgendermaßen beschrieben:
Wasserschloss, zweigeschossiger Mansardwalmdachbau mit Hausteinrahmungen, Fledermaus- und Schleppgauben, um 1695;
Schlossweiher, darin Schloss gelegen, annähernd quadratische Form; 
 Brücke, zweibogige Steinbrücke, wohl 18. Jahrhundert. 